# Awar
Awar (tiếng Ả Rập: اعور) là một trong năm người con trai của Iblis, được đề cập trong Sahih Muslim. Anh ta là một người shaitan khuyến khích sự đồi trụy. Bốn anh em trai của ông được đặt tên: Dasim (داسم), Zalambur (زلنبور), Sut (مسوط), và Tir (ثبر). Mỗi người trong số họ được liên kết với một chức năng tâm lý khác, mà họ cố gắng khuyến khích để ngăn chặn con người phát triển tâm linh.